# 중국중차
중국중차고분유한공사(영어: CRRC Corporation Limited, 중국어 간체자: 中国中车股份有限公司, 정체자: 中國中車股份有限公司, 병음: Zhōngguó Zhōngchē Gǔfèn Yǒuxiàn Gōngsī)는 중국의 철도차량 메이커이며 본사는 중국 베이징에 있다. 수익 면에서 세계 최대의 철도차량 제조업체로, 주요 경쟁사인 알스톰과 지멘스를 앞지르고 있다.

## 주요 제품

### 버스
- CRRC 그린웨이

## 같이 보기
- 중화인민공화국의 고속철도